# Aculepeira packardi
Aculepeira packardi là một loài nhện trong họ Araneidae.
Loài này thuộc chi Aculepeira. Aculepeira packardi được Tord Tamerlan Teodor Thorell miêu tả năm 1875.

## Hình ảnh

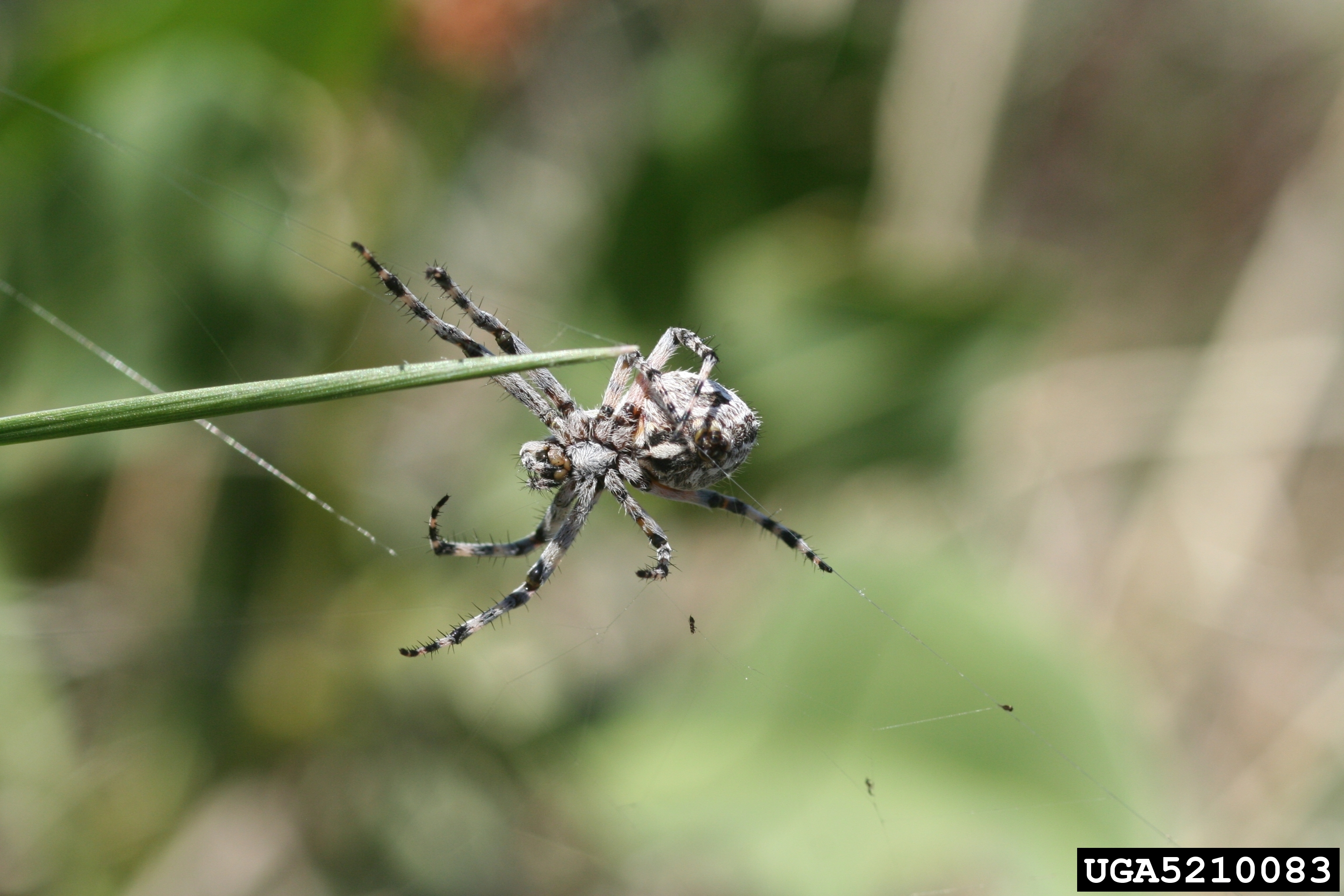